# Iglesia de San Román (Lloret de Mar)
La iglesia de San Román (oficialmente, Iglesia de San Román y capilla del Santísimo; en catalán: Església de Sant Romà i capella del Santíssim), conocida como Sant Romà de Lloret, es una iglesia de Lloret de Mar, Cataluña (España), declarada bien del Patrimonio Arquitectónico de Cataluña. Por sus vívidos colores, se trata de uno de los elementos más reconocibles del casco antiguo y centro turístico de la ciudad. Parte de ella fue destruida en 1936, durante la quema y destrucción de edificios religiosos en el contexto de la guerra civil española.
La parroquia de San Román, a la que pertenece la iglesia, está adscrita al obispado de Gerona y gestionada por la Fundación San Román (Fundació Sant Romà).

## Arquitectura
El diseño de este edificio esquinero de planta rectangular, ubicado en la plaza de la Iglesia y dando la calle de la Villa, corresponde al estilo gótico catalán en su punto de transición al renacimiento, habiendo sido construido a principios del siglo xvi. Presenta tres elementos de interés arquitectónico, a saber, la propia iglesia, la capilla del Santísimo y la torre campanario.

### Exterior
La iglesia consta de un espacio principal, varias capillas laterales y dos capillas de mayor tamaño en la cabecera. La fachada está formada por dos portales rectangulares con ornamentación de fitaria (decoración vegetal) en las impostas y un portal central con un tímpano de punta, en el que destacan los relieves de las impostas de las arquivoltas. La variedad de elementos incluye grabados de personajes con barcas y escenas del Génesis (con Adán y Eva), entre otros. En el dintel de la fachada hay una inscripción referente al coste de las obras de la iglesia y su fecha de construcción, y en su exterior se aprecian varios contrafuertes.
El perímetro de la iglesia está decorado con paneles de piedra sin revocar, alternando con franjas de trozos de ladrillo barnizados de varios colores (si bien dominando el negro) y remarcadas por ladrillos de tono rojizo puestos de canto. Se trata de una decoración más tardía, de principios del siglo xx, inspirada por la arquitectura islámica. También es en esta época (1916) cuando se realizan e incorporan los mosaicos de gran tamaño de los doce apóstoles, ubicados en lo alto de las fachadas norte y sur del complejo, obra de los talleres Bru de Barcelona. 
A ambos lados del presbiterio se encuentran dos capillas laterales de cúpula de corte poligonal al estilo modernista. Cuentan con cinco pináculos octogonales, decorados con trencadís y demás formas de mosaicos y cerámica.
La torre campanario, de planta cuadrada, culmina con una cornisa almenada y un tejado piramidal a cuatro aguas. Cada una de las cuatro fachadas cuenta con dos ventanas arqueadas de medio punto, ubicadas directamente por debajo de la cornisa formada por doce almenas escalonadas (tres por fachada, cuatro esquineras). La fachada que da a la calle tiene una pequeña aspillera. Dependiendo de la ubicación del observador, la forma del campanario, junto con los contrafuertes laterales y la puerta en forma de puente levadizo en la entrada occidental, dota al conjunto la apariencia de una fortaleza.

### Interior
El interior de la iglesia está enlucido y pintado de blanco, a excepción de los arcos de las bóvedas e interiores de las capillas, también enlucidos, de color azul celeste y rosado, respectivamente. En el interior de la capilla del lado norte se conserva parcialmente la parte pictórica del retablo del altar mayor —el de San Román, patrón de la villa—, obra conjunta de Pere Serafí («el Griego»; no confundir con el Greco) y Jaume Fontanet. El pago del coste de la obra, de 1300 libras, se efectuó en octubre de 1559. 
Este retablo fue identificado gracias a las piezas encontradas en la buhardilla de la capilla, habiéndose salvado de esta manera de la quema del edificio en 1936 por republicanos españoles durante la Guerra Civil. Debido a este suceso, solo quedan nueve retablos de toda la estructura original. Según se deduce de la información obtenida a partir de estos retablos y los distintos altares, la ampliación y mejora de la iglesia después de su construcción seguía durante el resto del siglo xvi y la mayor parte del siglo xvii.

### Imágenes

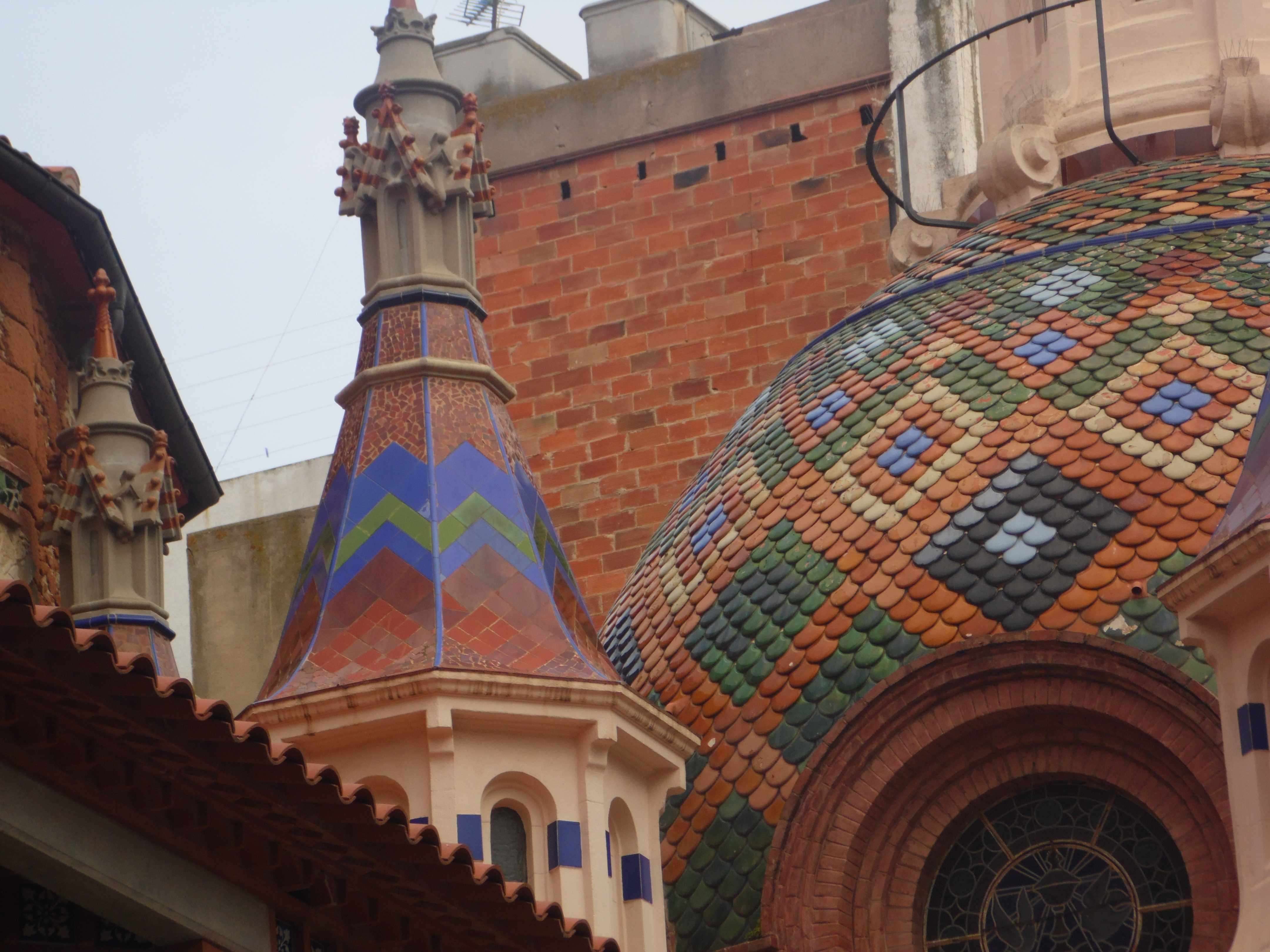
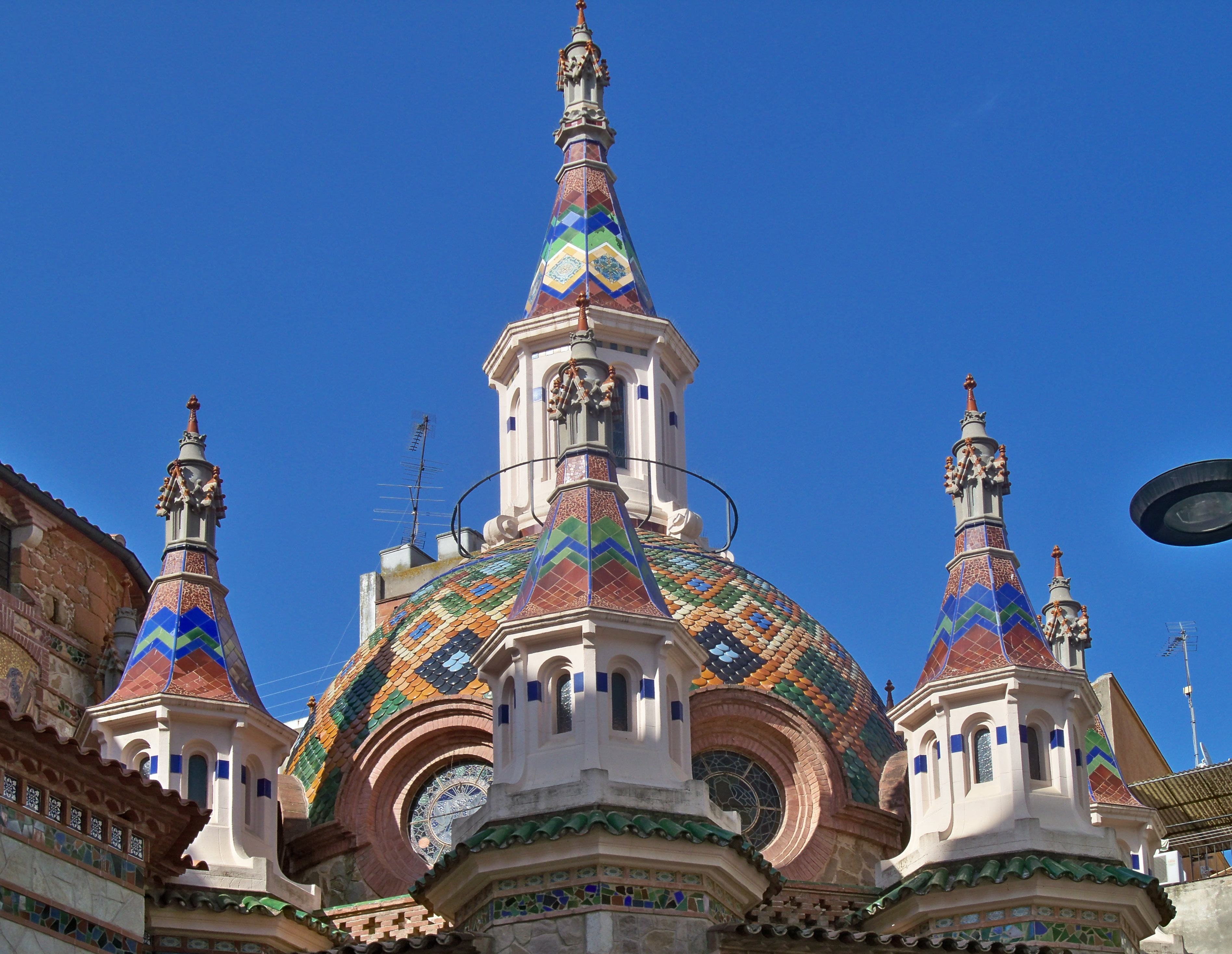
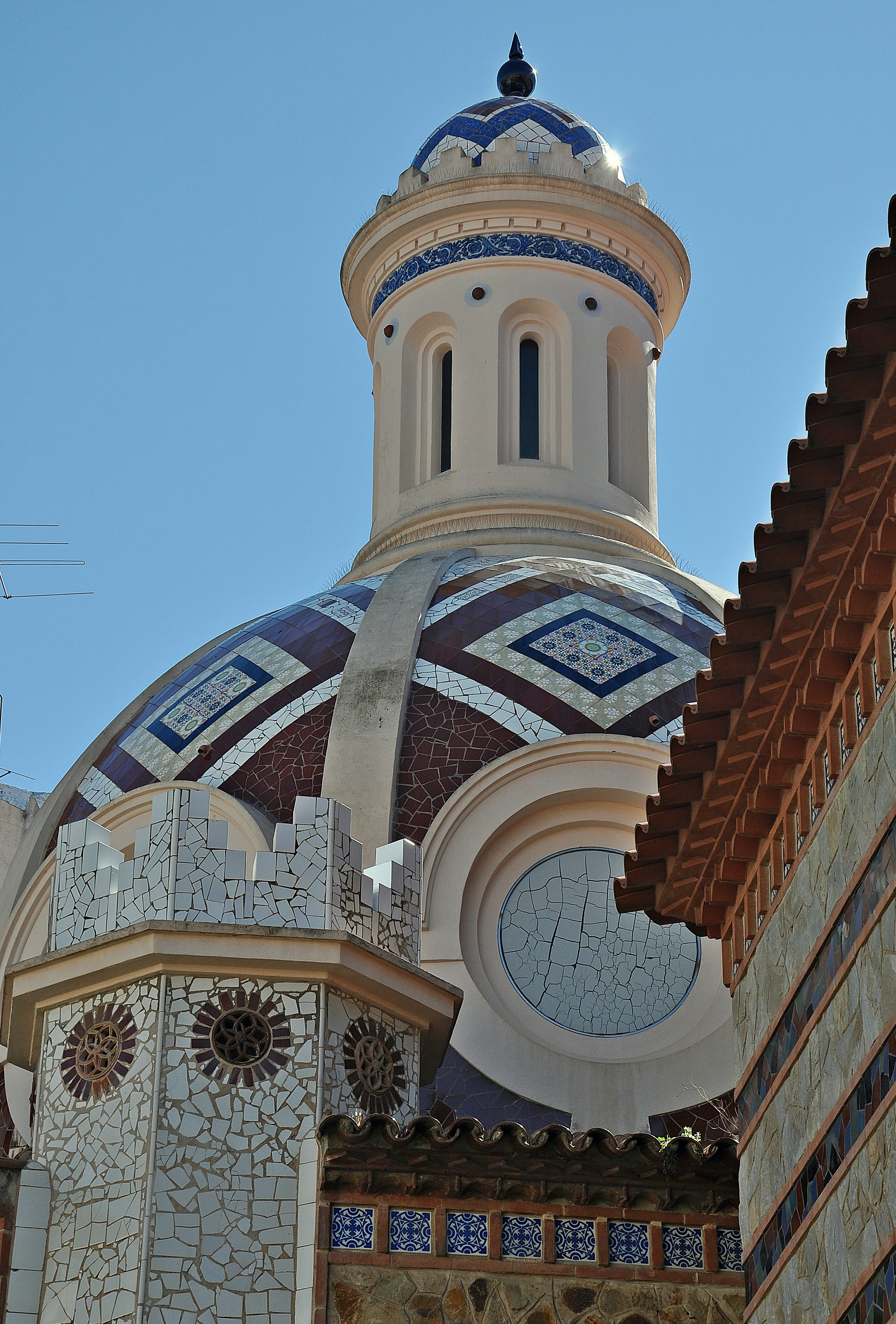
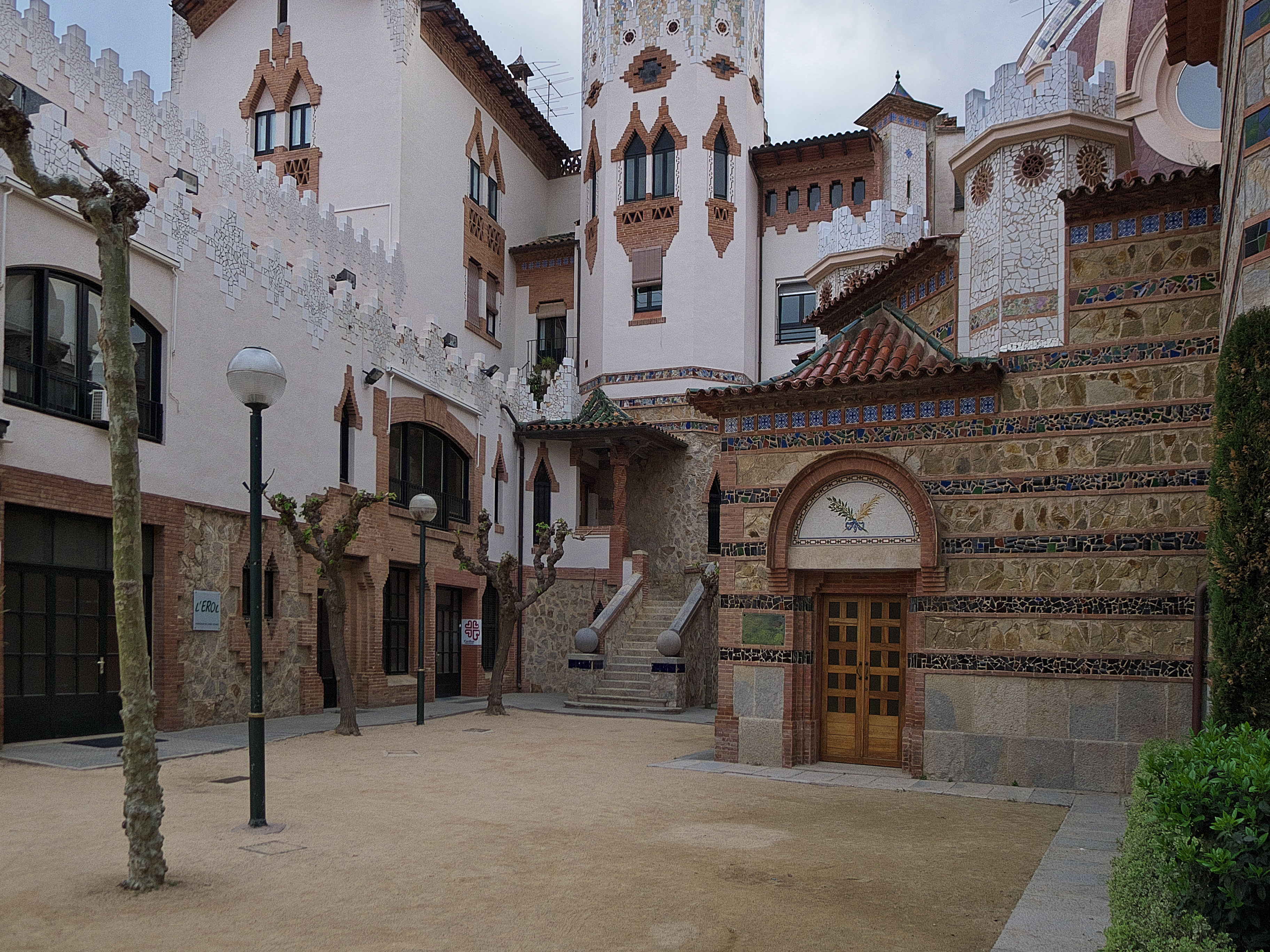
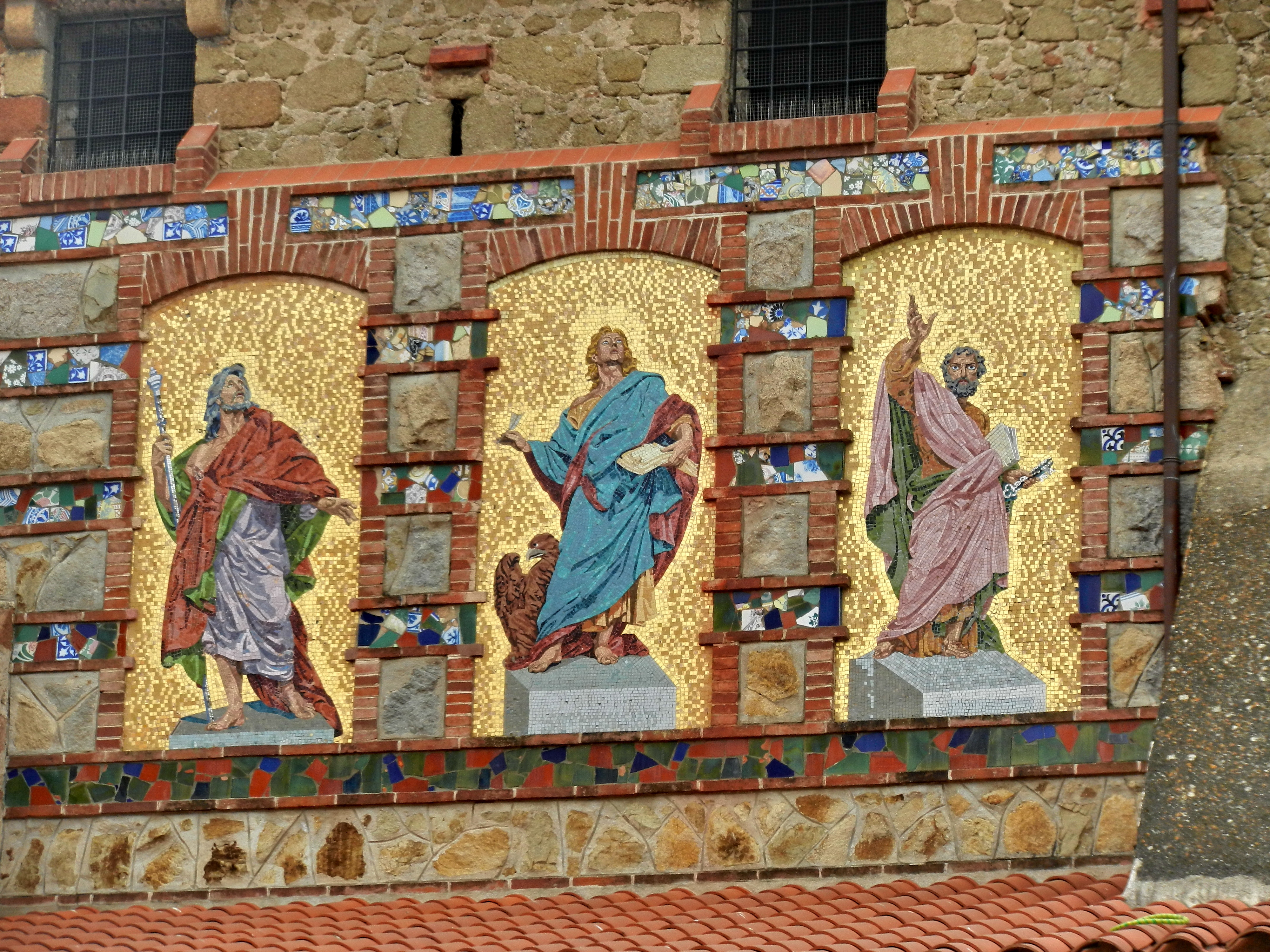
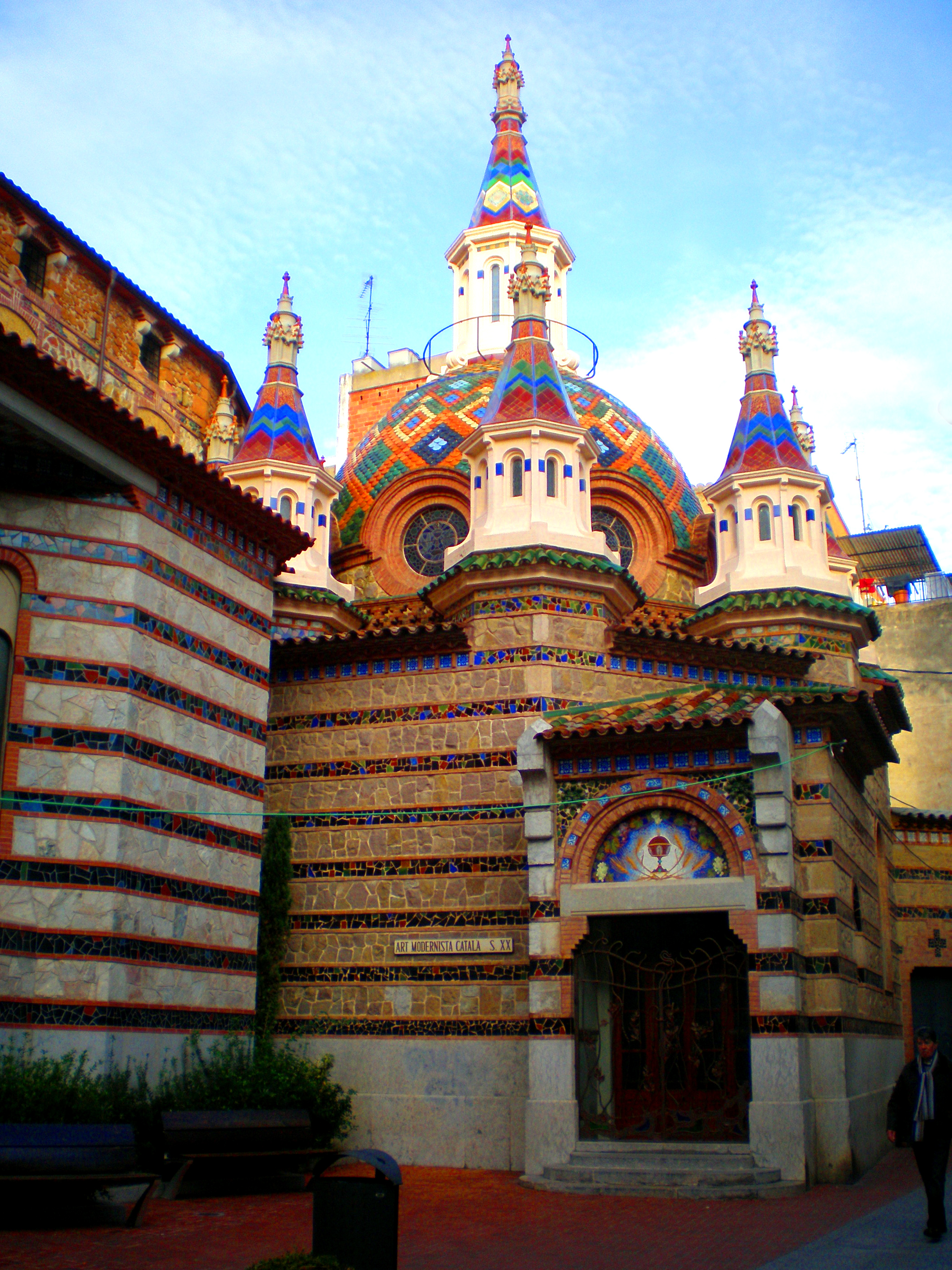